# Джонс-Бос, Рене
Регина Вероника Мария «Рене» Джонс-Бос (нидерл. Regina Veronica Maria "Renée" Jones-Bos; род. 20 декабря 1952, Ауд-Бейерланд, Нидерланды) — нидерландский дипломат и политик.

## Биография
Рене Джонс-Бос родилась 20 декабря 1952 года в городе Ауд-Бейерланд (Нидерланды), где она и выросла.
В 1971 году окончила среднюю школу. В 1976 году окончила Университет города Антверпена (Бельгия) по специализации: англоведение и россиеведение, политика и экономика, а в 1977 году получила степень магистра гуманитарных наук в Университете города Сассекса (Великобритания) по россиеведению.
После университета Джонс-Бос работала в качестве переводчика: она свободно говорит на нидерландском, английском, французском языках, а также имеет базовый уровень: немецкого, русского и итальянского языков.
С 1981 года занимала различные посты в Министерстве иностранных дел Нидерландов: в Вашингтоне, Парамарибо, Дакке и Москве. Например с 1987 по 1990 годы она была первым секретарём посольства Нидерландов в Вашингтоне.
В 1994—1998 годах занимала дипломатические должности в Гааге.
В 1994—1998 годах — заместитель посла Королевства Нидерландов в Праге.
В 1998—1999 годах — работала координатором по вопросам временного членства Королевства Нидерландов в СБ ООН, генеральная Дирекция по политическим вопросам.
В 2000—2003 годах — посол по правам человека.
В 2003—2005 годах — заместитель генерального директора по региональной политике и консульским вопросам.
В 2005—2008 годах — генеральный директор по региональной политике и консульским вопросам.
В 2008—2012 годах — посол Королевства Нидерландов в США при президентах США Джордже Буше и Бараке Обаме.
В 2012—2016 годах — Генеральный секретарь в министерстве иностранных дел Нидерландов в Гааге.
С августа 2016 по сентябрь 2019 года — Чрезвычайный и Полномочный посол Нидерландов в России.
С сентября 2019 года вышла на пенсию.

## Общественная деятельность
На протяжении служебной деятельности она являлась: членом Попечительского совета Медицинского Центра при Лейденском университете; членом Попечительского совета и Рузвельтовского исследовательского центра; членом Совета директоров Института мировых ресурсов, города Вашингтон; директором Королевского голландского общества наук.

## Личная жизнь
Замужем за Джонсом Ричардом Хью, и у них двое детей.